# Maxillaria connellii
Maxillaria connellii är en orkidéart som beskrevs av Robert Allen Rolfe. Maxillaria connellii ingår i släktet Maxillaria och familjen orkidéer. Inga underarter finns listade i Catalogue of Life.